# Шибирханское ханство
Шибирханское ханство (узб. Shibirxon xonligi, شیبرخان  حانلیگی, Шибирхон хонлиги) — узбекское государство, существовавшее в Северном Афганистане в XVIII—XIX веках. Последним ханом был Хаким-хан.
В 1873 году Шибарган стал столицей независимого узбекского ханства благодаря соглашению о разграничении сфер влияния в Афганистане между Россией и Британией.
В 1878 году полковник Гродеков при поездке в Афганистан упоминал о Шибирханском ханстве:

Н. И. Гродеков. 1883.
Так как Меймене, во время войны с Афганистаном, помогали ханства Сарыпуль и Шибирхан, то и они были покорены и присоединены и владениям Шир-Али-хана. Самое покорение этих ханств совершено было раньше покорения Меймене, потому что они лежали на пути к столице ханства. Последний хан Шибирхана был Хаким-хан; он умер в плену в Кабуле.